# Poa molineri
Poa molineri är en gräsart som beskrevs av Giovanni Battista Balbis. Poa molineri ingår i släktet gröen, och familjen gräs. Inga underarter finns listade i Catalogue of Life.